# Mollinedia lanceolata
Mollinedia lanceolata är en tvåhjärtbladig växtart som beskrevs av Ruiz & Pav.. Mollinedia lanceolata ingår i släktet Mollinedia och familjen Monimiaceae. Inga underarter finns listade i Catalogue of Life.